# Beloit (Wisconsin)
Beloit város az USA Wisconsin államában. Lakosainak száma 36 657 fő (2020. április 1.).

## Népesség
A település népességének változása:

| 2010 | 36 966 |
| 2020 | 36 657 |